# Eddie Floyd
Pour les articles homonymes, voir Floyd.
Eddie Lee Floyd, né le 25 juin 1937 à Montgomery, en Alabama, est un chanteur et auteur-compositeur, producteur américain de soul et de rhythm and blues. Il est surtout connu pour son travail sur le label Stax dans les années 1960 et 1970, et particulièrement le hit Knock on Wood, no 1 R&B en 1966.
En tant qu'auteur, il collabore souvent avec Steve Cropper, Booker T. Jones ou Al Bell, pour lui-même comme pour d'autres signatures de Stax, dont Otis Redding, Carla Thomas, Rufus Thomas, Sam & Dave, Johnnie Taylor ou encore Delaney & Bonnie.

## Biographie
Eddie Floyd grandit à Détroit dans l'État du Michigan. Il fonde The Falcons (en), un précurseur des futurs groupes vocaux de Détroit tels que The Temptations et The Four Tops, dans lequel figure aussi Mack Rice et Joe Stubbs. Ils obtiennent un premier succès en 1959 avec la chanson You're so Fine, puis engagent Wilson Pickett en tant que chanteur soliste. Le groupe se dissout quand celui-ci se lance dans une carrière solo. Floyd enregistre ensuite quelques singles sous son nom, sans succès, pour les labels Lu Pine, qui appartient à son oncle Robert West, ou Atlantic, et crée la firme Safice avec Al Bell et l'ex-Moonglows Chester Simmons.
En 1965, il suit Al Bell à Memphis, dans le Tennessee, et signe un contrat en tant qu'auteur-compositeur avec le label Stax. Il écrit d'abord  Comfort Me, une chanson à succès enregistrée par Carla Thomas. Il fait ensuite équipe avec Steve Cropper, le guitariste de Stax, pour écrire des chansons pour Wilson Pickett, notamment Ninety-Nine and a Half (Won't Do) et 634-5789 (Soulsville, U.S.A.). En 1966, les deux hommes composent la chanson Knock on Wood, destinée à Otis Redding. Mais Jerry Wexler convainc Jim Stewart, le président de Stax, de publier la version de Floyd. La chanson devient son plus grand succès. Elle est interprétée l'année suivante par Otis Redding et Carla Thomas en duo. Elle est également reprise par des artistes aussi divers que The Mar-Keys, David Bowie, Ella Fitzgerald, Count Basie, Toots & the Maytals ou Buddy Guy, et devient un énorme tube disco lorsqu'elle est interprétée par Amii Stewart.
Floyd est l'un des artistes les plus constants et les plus polyvalents de Stax. Il enregistre plusieurs autres succès pour son propre compte, dont I've Never Found a Girl (To Love Me Like You Do) et Raise Your Hand. Cette dernière est reprise notamment par Janis Joplin et Bruce Springsteen.
Il écrit Big Bird dans un aéroport de Londres en attendant un avion pour rentrer aux États-Unis afin d'assister aux funérailles d'Otis Redding,. La chanson devient par la suite un standard underground, reprise par Alex Chilton, The Jam et plusieurs autres, et est échantillonnée par Transglobal Underground dans le morceau Jatayu.
Floyd participe, entre autres, à la tournée européenne Stax/Volt en 1967 et au fameux concert de Wattstax à Los Angeles en 1973.
En 1980, Floyd enregistre pour le label britannique I-Spy, créé par le groupe Secret Affair. Puis il rejoint ses anciens collaborateurs de Stax, Steve Cropper et Donald Dunn, et dirige le Blues Brothers Band lors d'une série de tournées mondiales, et en 1998, Floyd et Wilson Pickett chantent en duo dans le film Blues Brothers 2000.
A plusieurs reprises, il se produit sur scène en tant qu'invité du Bill Wyman's Rhythm Kings. En 2008, Floyd revient chez Stax, ressuscité quatre ans plus tôt par le Concord Music Group, où il sort Eddie Loves You So, son premier album depuis six ans. En 2012 et 2013, il sort les albums At Christmas Time et Down by the Sea. Son fils Anthony Floyd chante également avec lui.
Il reçoit un Pioneer Award de la Blues Heritage Society en 1996, un Memphis Sound Award en 2002 et un Pioneer Award du Carolina Beach Music Hall of Fame en novembre 2012. Une « note de musique » lui est attribuée sur le Beale Street Brass Notes Walk of Fame en 2016 et il est intronisé au Memphis Music Hall of Fame en 2018.

## Discographie

### Singles

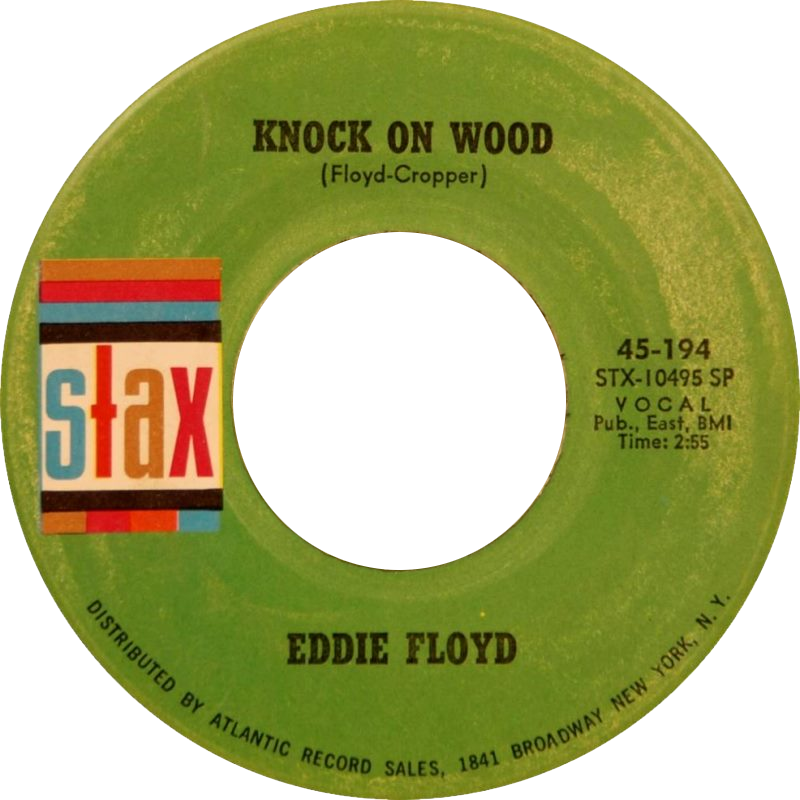
Etiquette centrale du disque 45 tours Knock on Wood.

- 1966 - Things Get Better / Good Love Bad Love
- 1966 - Knock on Wood / Got To Make A Comeback - US #28 - R&B #1 - UK #19
- 1967 - Raise Your Hand / I've Been Feeling Bad - US #79 - R&B #16 - UK #42
- 1967 - Don't Rock The Boat / This House
- 1967 - Love Is A Doggone Good Thing / Hey Now
- 1967 - On A Saturday Night / Under My Nose
- 1968 - Big Bird / Holding On With Both Hands
- 1968 - I've Never Found a Girl / I'm Just the Kind of Fool - US #40 - R&B #2
- 1968 - Bring It On Home To Me / Sweet Things You Do - US #17 - R&B #4
- 1969 - I've Got To Have Love / Girl I Love You
- 1969 - Don't Tell Your Mama / Consider Me - US #73 - R&B #18
- 1969 - Soul-A-Lujah (avec William Bell, Johnnie Taylor et The Staple Singers)
- 1969 - Never Let You Go / Ain't That Good (avec Mavis Staples)
- 1969 - Why Is The Wine Sweeter ? / People Get Together
- 1970 - California Girl / Woodman - US #45 - R&B #11
- 1970 - My Girl / Laurie
- 1970 - The Best Years Of My Life / My Little Girl
- 1971 - When My Baby Said Goodbye / Oh How It Rained
- 1971 - Blood Is Thicker Than Water / Have You Heard The Word
- 1972 - Yum Yum Yum (I Wan t Some) / Tears Of Joy
- 1972 - You're Good Enough (To Me Baby) / Speed All You Have On Love
- 1973 - Lay Your Loving On Me / Knock On Wood
- 1973 - Baby Lay Your Head Down / Check Me Out
- 1973 - I Wanna Do Things For You / We've Been Through Too Much
- 1974 - Guess Who / Something To Write Home About
- 1974 - Soul Street / Highway Man
- 1974 - I Got A Reason To smile / Stealing Love
- 1975 - Talk To The Man / I Got A Reason To Smile
- 1975 - I'm So Glad I Met You / I'm So Grateful

### Albums
- 1967 : Knock on Wood - Stax
- 1968 : Looking Back - Ember
- 1969 :
  - I've Never Found a Girl - Stax
  - Rare Stamps - Stax
  - You've Got to Have Eddie - Stax
- 1970 : California Girl - Stax
- 1971 : Down to Earth - Stax
- 1973 : Baby Lay Your Head Down - Stax
- 1974 : Experience - Stax
- 1978 : Soul Street - Malaco
- 1988 : Flashback - Ichiban
- 1991 : Eddie Floyd - Chronicle : Greatest Hits
- 1992 : Red, White & Blues (The Blues Brothers Band) – Turnstyle
- 1993 : Rare Stamps
- 1995 : California Girl / Down to Earth
- 1997 :
  - Soul Street
  - Knock On Wood : Best of Eddie Floyd
- 1998 : Looking Back
- 1999 : Gotta Make a Comeback – Plane
- 2000 : Sweet Soul
- 2001 : All The Hits Plus More ~ Eddie Floyd
- 2002 : To the Bone – Rock House
- 2005 : Eddie Floyd - Greatest
- 2008 : Eddie Loves You So - Stax
- 2012 : At Christmas Time - Stax
- 2013 : Down by the Sea - Stax